# Alfredo Giuge
Alfredo Giuge (Venezia, 23 marzo 1908 – ...) è stato un calciatore italiano, di ruolo attaccante.

## Carriera
Nella stagione 1929-1930 gioca nel Venezia in Serie B con 32 partite e 11 gol.
Seguono altri tre anni in Serie B con la Serenissima con cui gioca 93 partite segnando 29 reti nelle stagioni 1930-1931, 1931-1932 e 1932-1933.
Lasciata Venezia, viene ceduto alla Cremonese dove disputa 28 gare con 8 reti in Serie B nel 1933-1934. Dopo un anno a Cremona, nel 1934-1935 gioca nel Treviso in Prima Divisione.